# カスタモヌ
カスタモヌ（トルコ語: Kastamonu）は、トルコの都市で、カスタモヌ県の県都。2000年の国勢調査時点で地区には10万2059人が住んでおり、うち6万4606人は中心街（2009年には8万6085人）に暮らしている。地区の面積は1834平方kmで、標高は904m。県南部に位置する。
市街から17kmほどいったカサバ村には、1366年のセルジューク朝時代に建てられたマフムト・ベイモスクという重要なモスクがある。トルコ国内で最も保存状態のよい木造モスクの一つとされており、扉には見事な木彫りの装飾が見られる。

## 歴史
この都市は紀元前18世紀に建設されたと信じられている。ローマ時代はティモニオン（Timonion）として知られていた。県内のタシュケプリにローマ人はパフラゴニア を築き、現代でもニンニクの生産で知られている。
バシレイオス2世から本領を受けたイサキオス1世コムネノスは、この地にKastra Komneniという要塞を築いた。地名はこの頃にカストラ・コムネノン（Kastra Komnenon）へと変わり、後にトルコ語でカスタモヌと呼ばれるようになった。
1925年8月23日、ケマル・アタテュルクはこの地から「ドレスコード革命」を起こした。同年、アタテュルクがこの地の共和人民党の建物で行った「帽子とドレスの革命」に関する演説は彼のスピーチのなかでもよく知られている。その建物は現在、考古博物館となっているが、カスタモヌでアタテュルクが使った物品も同じく展示されている。
2021年8月10日、集中豪雨により市内の河川が氾濫。市街地に洪水が押し寄せ、住宅の倒壊被害など多数発生。

## 教育
2006年、かつてアンカラ大学やガジ大学の傘下だった大学、学校、研究所などが合同でカスタモヌ大学を設立した。この他にも、カスタモヌにはカスタモヌ・リセシとカスタモヌ・ムスタファ・カヤ・リセシの2つの高等教育機関が置かれている。カスタモヌ・リセシはオスマン帝国末期にアナトリア半島で初めて設立された高校で、カスタモヌ・ムスタファ・カヤ・リセシはイスタンブール、イズミル、アンカラ以外ではトルコで最も成功している高校である。

## ゆかりの人物
- イオヴァン・ツァウス - ギリシャのミュージシャン、作曲家
- シャバン・ヴェリ - スーフィズムの聖人
- エロール・サヤン - クラシック音楽の作曲家、
- オグズ・アタイ - 作家